# Nobody's Fault but Mine
«Nobody's Fault but Mine» es una canción de la banda inglesa de rock Led Zeppelin, escrita por Jimmy Page y Robert Plant e incluida en su álbum de 1976 Presence.
La canción es en realidad una pieza tradicional que fue grabada por primera vez por Blind Willie Johnson; sin embargo, no tiene una autoría definida.
La versión de Led Zeppelin tiene unos cambios en los versos, agregando versos originales de Plant. La estructura de la canción tiene una repetición de los dos primeros versos para rematar con la frase final, algo que es clásico en las canciones de blues. La pista cuenta con una fase de blues del Delta, con un riff en la escala de Mi menor que luego pasa a Mi mayor.
El solo empleado por Page en la escala pentatónica de Mi menor pasa a la escala de Mi mayor para luego dar paso a los versos.
El baterista John Bonham y el bajista John Paul Jones mantienen el ritmo de la canción añadiendo acentos sincopados durante la repetición de la frase introductoria. La primera mitad de la canción también cuenta con un acompañamiento de la Armónica de Plant, que luego volvería a entrar para hacer un solo.
La canción trata sobre un hombre en el momento de su muerte, aunque si en primera intenta demostrar que no ha hecho daño a nadie, intenta redimirse y asume sus culpas.
Nobody's Fault But Mine se convirtió en un componente fundamental en los conciertos de Led Zeppelin al ser la única canción del álbum Presence en ser interpretada en vivo junto con Achilles Last Stand, además la pista fue interpretada en el tour por Norteamérica en 1977, en los dos conciertos ofrecidos en Knebworth en 1979, hasta el final del último tour por Europa en 1980 y en el concierto de reunión realizado en el Arena 02 en Londres en 2007.
- Datos: Q6977427